# Chandelier
„Chandelier” este un cântec al cântăreței australiene Sia de pe al șaselea ei album de studio, 1000 Forms of Fear (2014). Scris de către Sia și Jasse Shatkin și produs de către Shatkin și Greg Kurstin, cântecul a fost lansat pe data de 17 martie 2014 ca single-ul principal al albumului.

## Videoclipul
Videoclipul pentru „Chandelier” a fost lansat pe data de 6 mai 2014. În acesta apare Maddie Ziegler, o dansatoare de 11 ani la momentul respectiv. În videoclip, Ziegler poartă un costum de culoarea pieli și o perucă blondă potrivită cu cea care Sia a folosit-o pentru a promova albumul. În videoclip, Ziegler dansează într-un apartament pustiu, murdar. O versiune alternativă dintr-o scenă a videoclipului a fost lansată în iunie 2014. Ziegler a fost întrebată personal de către Sia să apară în videoclip pe Twitter. Videoclipul a fost regizat de către Sia și Daniel Askill, iar coregrafia a fost făcută de Ryan Heffington.

## Lista pieselor
Descărcare digitală
1. „Chandelier” – 3:36

Remixes EP
1. „Chandelier” (Four Tet Remix) – 4:31
2. „Chandelier” (Plastic Plates Remix) – 4:27
3. „Chandelier” (Cutmore Club Remix) – 5:08
4. „Chandelier” (Hector Fonseca Remix) – 6:27
5. „Chandelier” (Liam Keegan Remix) – 5:16
6. „Chandelier” (Dev Hynes Remix) – 3:44

## Datele lansărilor
| Țară                       | Data lansării      | Format                         | Casă de discuri   | Referințe |
| -------------------------- | ------------------ | ------------------------------ | ----------------- | --------- |
| Belgia                     | 17 martie 2014     | Descărcare digitală            | Monkey Puzzle RCA | [ 8 ]     |
| Brazilia                   | 17 martie 2014     | Descărcare digitală            | Monkey Puzzle RCA | [ 9 ]     |
| Franța                     | 17 martie 2014     | Descărcare digitală            | Monkey Puzzle RCA | [ 10 ]    |
| Norvegia                   | 17 martie 2014     | Descărcare digitală            | Monkey Puzzle RCA | [ 11 ]    |
| Portugalia                 | 17 martie 2014     | Descărcare digitală            | Monkey Puzzle RCA | [ 12 ]    |
| Spania                     | 17 martie 2014     | Descărcare digitală            | Monkey Puzzle RCA | [ 13 ]    |
| Suedia                     | 17 martie 2014     | Descărcare digitală            | Monkey Puzzle RCA | [ 14 ]    |
| Statele Unite ale Americii | 17 martie 2014     | Descărcare digitală            | Monkey Puzzle RCA | [ 6 ]     |
| Australia                  | 18 martie 2014     | Descărcare digitală            | Inertia           | [ 15 ]    |
| Regatul Unit               | 29 iunie 2014      | Descărcare digitală            | Monkey Puzzle RCA | [ 16 ]    |
| Statele Unite ale Americii | 30 iunie 2014      | Difuzare la radio              | RCA               | [ 17 ]    |
| Belgia                     | 22 iulie 2014      | EP distribuit pe cale digitală | Monkey Puzzle RCA | [ 18 ]    |
| Brazilia                   | 22 iulie 2014      | EP distribuit pe cale digitală | Monkey Puzzle RCA | [ 19 ]    |
| Canada                     | 22 iulie 2014      | EP distribuit pe cale digitală | Monkey Puzzle RCA | [ 20 ]    |
| Germania                   | 22 iulie 2014      | EP distribuit pe cale digitală | Monkey Puzzle RCA | [ 7 ]     |
| Norvegia                   | 22 iulie 2014      | EP distribuit pe cale digitală | Monkey Puzzle RCA | [ 21 ]    |
| Elveția                    | 22 iulie 2014      | EP distribuit pe cale digitală | Monkey Puzzle RCA | [ 22 ]    |
| Statele Unite ale Americii | 22 iulie 2014      | EP distribuit pe cale digitală | Monkey Puzzle RCA | [ 23 ]    |
| Australia                  | 25 iulie 2014      | EP distribuit pe cale digitală | Inertia           | [ 24 ]    |
| Noua Zeelandă              | 25 iulie 2014      | EP distribuit pe cale digitală | Inertia           | [ 25 ]    |
| Italia                     | 25 iulie 2014      | Difuzare la radio              | Monkey Puzzle     | [ 26 ]    |
| Germania                   | 19 septembrie 2014 | Compact disc                   | RCA               | [ 27 ]    |
| Regatul Unit               | 22 septembrie 2014 | Compact disc                   | RCA               | [ 28 ]    |
| Canada                     | 30 septembrie 2014 | Compact disc                   | RCA               | [ 29 ]    |
| Franța                     | 30 septembrie 2014 | Compact disc                   | RCA               | [ 30 ]    |